# Johannes Christian Eugen Lehmann
Johannes Christian Eugen Lehmann (Hamburg, 9 september 1826 - Hamburg, 21 februari 1901), was een Duits politicus die tot driemaal toe eerste burgemeester (Erste Bürgemeister) van Hamburg is geweest.

## Biografie
Johannes Lehmann volgde middelbaar onderwijs in Hamburg en studeerde daarna rechten. Na zijn rechtenstudie vestigde hij zich als advocaat in Hamburg. In 1858 werd hij handelsrechter. In 1861 werd hij vicepresident, in 1876 president van het handelsgerecht van Hamburg.
Johannes Lehmann was van 1859 tot 1862 en van 1864 tot 1868 lid van de Hamburger Bürgerschaft (parlement). Op 7 juli 1879 werd hij in de Senaat (regering) van de stadstaat Hamburg gekozen. In 1894, 1897 en in 1899 was hij tweede burgemeester (Zweite Bürgermeister). Ook was hij meerdere malen eerste burgemeester (Erste Bürgermeister) van Hamburg:
- 1 januari - 31 december 1895
- 1 januari - 31 december 1898
- 1 januari - 15 september 1900

Zijn laatste ambtstermijn als eerste burgemeester moest hij wegens ziekte voortijdig afbreken. Georg Hachmann volgde hem op. Johannes Lehmann overleed uiteindelijk op 74-jarige leeftijd, op 21 februari 1901 te Hamburg.
Johannes Christian Eugen Lehmann was getrouwd met een dochter van de invloedrijke Hamburger burgemeester Heinrich Kellinghusen.